# Wyżyna Południowo-Wschodnia
Wyżyna Południowo-Wschodnia (chin. upr.: 东南丘陵; chin. trad.: 東南丘陵; pinyin: Dōngnán Qiūlíng) – rozległe pasmo wyżyn w południowo-wschodnich Chinach.

## Geografia
Rozciąga się w przybliżeniu wzdłuż granicy prowincji Hunan, Jiangxi i Zhejiang na północy oraz Kuangsi, Guangdong i Fujian na południu. Najwyższymi częściami wyżyny są pasma Wuyi Shan (chiń. 武夷山) z najwyższym wzniesieniem Huanggang Shan (黄岗山) 2158 m i Yuecheng Ling (chiń. 越城岭) z najwyższym wzniesieniem Miao'er Shan (猫儿山) 2142 m zaliczane do Gór Południowochińskich (chiń. 南岭 – Nán Lǐng). Do wyżyny należą także m.in. Luoxiao Shan (羅霄山), Huang Shan (黄山) i Danxia Shan (丹霞山). Wysokość górskich grzbietów waha się z reguły w okolicach 500 do 1000 m. Wyżyna jest ograniczona przez dwie rozległe niziny rzeczne, na północy niziną Jangcy, a na południu Rzeki Perłowej. Na południowym wschodzie wyżyny znajduje się płytka (ok. 60 m) Cieśnina Tajwańska oddzielająca ją od Tajwanu.